# Ken Lucas (football américain)
(en) Statistiques sur pro-football-reference
Kenyatta Cornelius Lucas (né le 23 janvier 1979), est un joueur professionnel de football américain, occupant le poste cornerback, de la National Football League (NFL). Il est sélectionné par les Seahawks de Seattle au deuxième tour de la draft 2001 de la NFL. Il a joué au football universitaire pour les Ole Miss Rebels de l'université du Mississippi. En 2004 , il est co-leader de la NFC pour les interceptions à égalité avec Chris Gamble.
Lucas a également joué pour les Panthers de la Caroline.

## Jeunes années
Lucas est né à Cleveland dans le Mississipi et y fréquente la East Side High School. Il y obtient plusieurs honneurs d'équipe première All-District et All-County aux postes de wide receiver, kick returner et cornerback en jouant aux côtés de l'ancien Seahawks, l'offensive lineman Floyd "Pork Chop" Womack. Il est choisi comme « rookie of the year » lors de sa première année et joueur le plus remarquable en tant que junior et joueur le plus utile (MVP) en tant que senior. Lucas se distingue aussi au baseball, finissant sa carrière lycéenne avecm une moyenne au bâton de .395. Il est diplômé de l'East Side en 1997.

## Carrière universitaire
Lucas commence à jouer à l'université du Mississippi, en tant que receveur avant de passer defensive back à la fin de sa deuxième saison. Il termine sa carrière universitaire avec 87 tackles, sept interceptions et 33 passes déviées ; en outre, il totalisé 23 réceptions pour 292 yards et un touchdowns et quatre courses pour 73 yards en offensive. Lucas retourne 20 kickoffs pour 383 yards et un punt pour 17 yards, réalise neuf tackles et bloque deux dégagements (punts) dans les équipes spéciales.
En 2015, il est nommé « légende de la SEC », la South Eastern Conference.

### Statistiques universitaires
Matchs de coupe (bowl) inclus *

#### Réceptions et rush
|        |            |      |       |     |    | Receiving | Receiving | Receiving | Receiving | Rushing | Rushing | Rushing | Rushing | Scrimmage | Scrimmage | Scrimmage | Scrimmage |
| Année  | Université | Conf | Class | Pos | MJ | Rec       | Yds       | Avg       | TD        | Att     | Yds     | Avg     | TD      | Plays     | Yds       | Avg       | TD        |
| ------ | ---------- | ---- | ----- | --- | -- | --------- | --------- | --------- | --------- | ------- | ------- | ------- | ------- | --------- | --------- | --------- | --------- |
| 1997   | Ole Miss   | SEC  |       | WR  | 11 | 9         | 96        | 10.7      | 0         | 1       | 3       | 3.0     | 0       | 10        | 99        | 9.9       | 0         |
| 1998   | Ole Miss   | SEC  |       | WR  | 11 | 12        | 152       | 12.7      | 0         | 2       | 75      | 37.5    | 0       | 14        | 227       | 16.2      | 0         |
| *1999  | Ole Miss   | SEC  |       | DB  | 11 |           |           |           |           |         |         |         |         | 0         | 0         |           | 0         |
| 2000   | Ole Miss   | SEC  | SR    | DB  | 11 |           |           |           |           |         |         |         |         | 0         | 0         |           | 0         |
| Career | Ole Miss   |      |       |     |    | 21        | 248       | 11.8      | 0         | 3       | 78      | 26.0    | 0       | 24        | 326       | 13.6      | 0         |

#### Retours de kicks et de dégagement
|        | Kick Ret   | Kick Ret | Kick Ret | Kick Ret | Punt Ret | Punt Ret | Punt Ret | Punt Ret |    |     |     |      |    |
| Année  | Université | Conf     | Class    | Pos      | MJ       | Ret      | Yds      | Avg      | TD | Ret | Yds | Avg  | TD |
| ------ | ---------- | -------- | -------- | -------- | -------- | -------- | -------- | -------- | -- | --- | --- | ---- | -- |
| 1997   | Ole Miss   | SEC      |          | WR       | 11       | 4        | 92       | 23.0     | 0  |     |     |      |    |
| 1998   | Ole Miss   | SEC      |          | WR       | 11       | 11       | 185      | 16.8     | 0  | 1   | 17  | 17.0 | 0  |
| *1999  | Ole Miss   | SEC      |          | DB       | 11       | 1        | 26       | 26.0     | 0  |     |     |      |    |
| 2000   | Ole Miss   | SEC      | SR       | DB       | 11       | 0        | 0        |          | 0  |     |     |      |    |
| Career | Ole Miss   |          |          |          |          | 16       | 303      | 18.9     | 0  | 1   | 17  | 17.0 |    |

#### Défense et fumbles
|        | Tackles    | Tackles | Tackles | Tackles | Tackles | Def Int | Def Int | Def Int | Def Int | Def Int | Fumbles | Fumbles | Fumbles | Fumbles |    |    |     |    |    |
| Année  | Université | Conf    | Class   | Pos     | MJ      | Solo    | Ast     | Tot     | Loss    | Sk      | Int     | Yds     | Avg     | TD      | PD | FR | Yds | TD | FF |
| ------ | ---------- | ------- | ------- | ------- | ------- | ------- | ------- | ------- | ------- | ------- | ------- | ------- | ------- | ------- | -- | -- | --- | -- | -- |
| 1997   | Ole Miss   | SEC     |         | WR      | 11      |         |         |         |         |         | 0       | 0       |         | 0       |    |    |     |    |    |
| 1998   | Ole Miss   | SEC     |         | WR      | 11      |         |         |         |         |         | 0       | 0       |         | 0       |    |    |     |    |    |
| *1999  | Ole Miss   | SEC     |         | DB      | 11      |         |         |         |         |         | 2       | 24      | 12.0    | 0       |    |    |     |    |    |
| 2000   | Ole Miss   | SEC     | SR      | DB      | 11      |         |         |         |         |         | 5       | 60      | 12.0    | 0       |    |    |     |    |    |
| Career | Ole Miss   |         |         |         |         |         |         |         |         |         | 7       | 84      | 12.0    | 0       |    |    |     |    |    |

## Carrière professionnelle

### Seahawks de Seattle
Lucas est sélectionné par les Seahawks de Seattle au deuxième tour (40e au total) de la draft 2001 de la NFL. Il commence son premier match en tant que rookie lors de la première semaine contre les Browns de Cleveland et, en fin de match, dévie une passe cruciale  qui permet à Seattle de préserver leur avantage et de gagner le match. Lucas continue ses prouesses défensives par l'enregistrement de sa première interception en NFL contre les Chargers de San Diego, attrapant une passe du quarterback, Doug Flutie.
Au cours de la saison 2002 de la NFL, Lucas gagne l'attention du pays, après l'enregistrement de deux interceptions contre les Falcons d'Atlanta du quarterback Michael Vick, qui lui valent le titre de « Joueur Défensif NFC de la Semaine ». Après une démonstration de sa capacité athlétique, Lucas termine la saison avec un sommet en carrière de 81 tackles.
Au cours de saison 2004 de la NFL, Lucas remporte de nouveau le titre de « Joueur Défensif NFC de la Semaine », après l'enregistrement de deux interceptions contre les Rams de Saint Louis, sa victime étant cette fois-ci le  quarterback Marc Bulger. Il termine la saison avec six interceptions, dont une qu'il retourne pour son premier touchdown en NFL.

### Panthers de la Caroline
Lucas est signé par les Panthers avant la saison 2005 de la NFL comme un agent libre sans restriction. Son contrat est d'une durée de six ans, pour une valeur de 36 millions de dollars et une prime à la signature de 13 millions. Il commence quinze matchs pendant sa première saison avec les Panthers, et une fois de plus termine la saison avec six interceptions. Lucas continue son travail dans les séries éliminatoires, avec deux interceptions en trois matchs, bien qu'il termine la saison avec une défaite lors de la finale de conférence NFC contre son ancienne équipe, les Seahawks de Seattle. Pendant le camp d'entraînement pour la saison 2008, Lucas est impliqué dans une altercation avec le receveur vedette des Panthers, Steve Smith. Smith noircit l’œil de Lucas et lui casse le nez au cours de l'échauffourée. Ken Lucas est salué par de nombreuses personnes pour pardonner complètement à Smith.
Lucas est libéré par les Panthers le 11 mars 2009 afin de libérer environ 2,3 millions de dollars dans le plafond salarial.

### Retour aux Seahawks
Après quatre saisons en Caroline, Lucas re-signe avec les Seahawks de Seattle le 27 avril 2009. Il dispute 16 matchs, réalisant une interception, deux passes déviées et 34 tackles combinés.